# Aquila (constelación)
Aquila o el Águila es una de las 48 constelaciones listadas por Ptolomeo, mencionada también por Eudoxo de Cnidos (siglo IV a. C.) y Arato (siglo III a. C.), y actualmente una de las 88 constelaciones reconocidas por la IAU.
Ptolomeo catalogó diecinueve estrellas conjuntamente en esta constelación y en la de Antínoo, esta última surgida durante el reinado de Adriano (117-138 d. C.) y que ocupaba la parte sur de la constelación actual de Aquila hasta principios del siglo XIX, cuando fue descartada.

## Características destacables

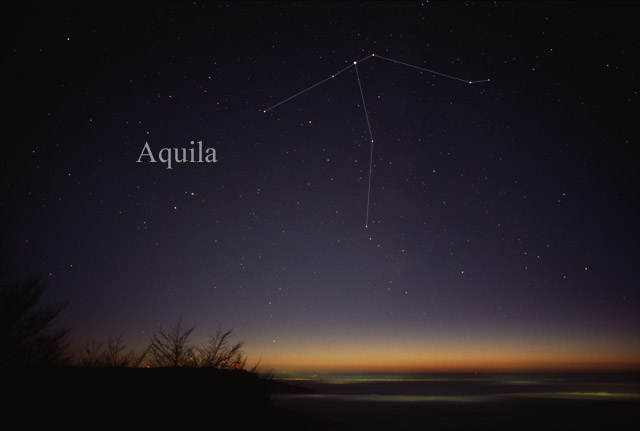
Constelación de Aquila

Altair (α Aquilae), el astro más brillante de la constelación, es una estrella blanca de tipo espectral A7Vn situada a 16,8 años luz, cuya velocidad de rotación en el ecuador —aproximadamente 286 km/s— es 140 veces más alta que la del Sol. Esto provoca que tenga una forma achatada perceptible —con un menor diámetro en los polos que en el ecuador—, teniendo este último menor temperatura y brillo, fenómeno que se conoce como «oscurecimiento gravitatorio».
De muy distintas características es la segunda estrella más brillante de Aquila, Tarazed (γ Aquilae), gigante luminosa naranja de tipo K3II cuyo diámetro es 92 veces más grande que el del Sol. Con casi seis veces la masa solar, irradia 2500 veces más energía que el Sol.
Le sigue en brillo ζ Aquilae —llamada Okab—, subgigante blanca de tipo A0IV-Vnn a 83 años luz de la Tierra; gira sobre sí misma a gran velocidad —en torno a 320 km/s—, lo que hace que tampoco conserve su forma esférica y que esté notablemente achatada en sus polos. La cuarta estrella en cuanto a brillo es θ Aquilae, ocasionalmente conocida por su nombre chino Tseen Foo, una binaria espectroscópica con un período de 17,1 días. Las dos componentes son una subgigante y una estrella de la secuencia principal cuyo tipo espectral conjunto es B9.5.
β Aquilae, que recibe el nombre de Alshain, es solo la séptima estrella más brillante de Aquila; es una binaria compuesta por una subgigante amarilla de tipo G8IV y una enana roja, separadas al menos 147 ua, que se encuentra a 44,7 años luz de la Tierra.
δ Aquilae es otra binaria cuyo período orbital es de 3,422 años; la componente principal es también una subgigante, pero de tipo F1.
31 Aquilae es también una subgigante, de tipo G7IV, con un elevado contenido metálico: su abundancia relativa de hierro es 2,40 veces mayor que en el Sol y es especialmente notable su contenido de sodio, que triplica el solar.
ξ Aquilae, oficialmente llamada Libertas, es una gigante amarilla con un exoplaneta. Este planeta completa una órbita cada 136,75 días y es, entre los planetas descubiertos en estrellas evolucionadas, el que posee un período orbital más corto. Su masa es de al menos 2,8 veces la masa de Júpiter.
Phoenicia, nombre que recibe HD 192263, es una enana naranja en torno a la cual orbita un planeta a una distancia de 0,15 ua.
Igualmente se ha descubierto un planeta en órbita alrededor de Gliese 752 A, enana roja a 19 años luz que forma parte de un sistema estelar binario.
Aquila tiene varias variables de interés, entre las que destaca η Aquilae, una de las cefeidas clásicas más brillantes del cielo nocturno: su magnitud oscila entre 3,48 y 4,39 en un período de 7,1766 días.
U Aquilae y FF Aquilae son también cefeidas con períodos de 7,0239 y 4,4709 días respectivamente; la primera es, además, una binaria espectroscópica. 
Por otra parte, R Aquilae y W Aquilae son variables Mira: la segunda es una estrella de tipo S rica en tecnecio cuyo brillo fluctúa 7 magnitudes a lo largo de un período de 490,43 días.
10 Aquilae es una variable compleja catalogada como estrella Ap de oscilaciones rápidas (roAp), siendo una de las más brillantes dentro de este grupo.
Otra variable de la constelación, V605 Aquilae, es la estrella central de la nebulosa planetaria Abell 50. Se encuentra en las etapas finales de su evolución estelar y se cree que hace poco experimentó el «flash de helio final», expulsando material recientemente procesado al centro de la nebulosa. Actualmente tiene tipo espectral Wolf-Rayet.
En esta constelación también se encuentra ZTF J1901+1458, la enana blanca más masiva encontrada hasta la fecha (2021), con 1,35 veces la masa del Sol y un tamaño igual al de la Luna.

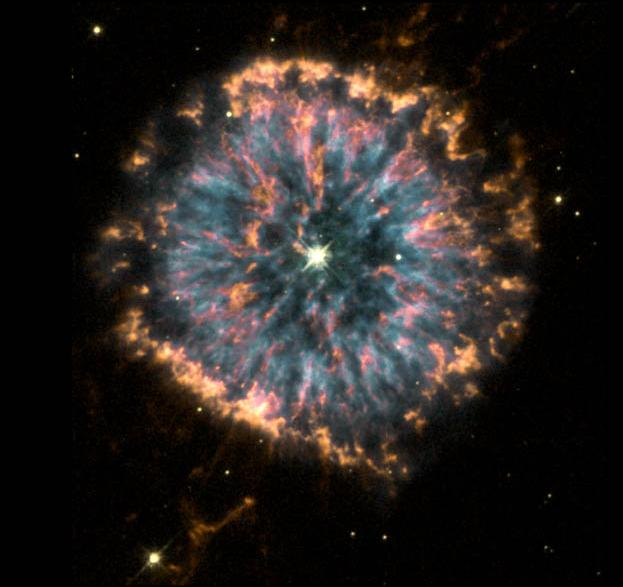
Nebulosa planetaria NGC 6751 (imagen del telescopio Hubble)

En Aquila han aparecido varias novas importantes. Una de ellas, Nova Aquilae 1918, alcanzó magnitud -0,5 superando en brillo a todas la estrellas excepto a Sirio y a Canopo.
Aquila contiene varias nebulosas planetarias, entre las que cabe destacar NGC 6751, en la cual el viento y la radiación estelar han creado sus característicos rasgos con forma de serpentina.
En su centro se encuentra una estrella de Wolf-Rayet de 140 000 K de temperatura en cuya superficie predominan helio y carbono. Se encuentra a una distancia estimada de 6500 años luz.
Por el contrario, NGC 6790 es una nebulosa bastante uniforme, tanto en el espectro visible como en radiofrecuencias; su estrella central es una enana blanca con una temperatura en torno a 73 500 K y una masa equivalente a 0,6 masas solares.
Una tercera nebulosa planetaria de interés es NGC 6741, conocida también como nebulosa de la Línea Fantasma, descubierta en 1882 por Edward Charles Pickering. Está en una fase de recombinación profunda que comenzó hace unos 200 años. Su estrella central tiene una temperatura de casi 170 000 K.

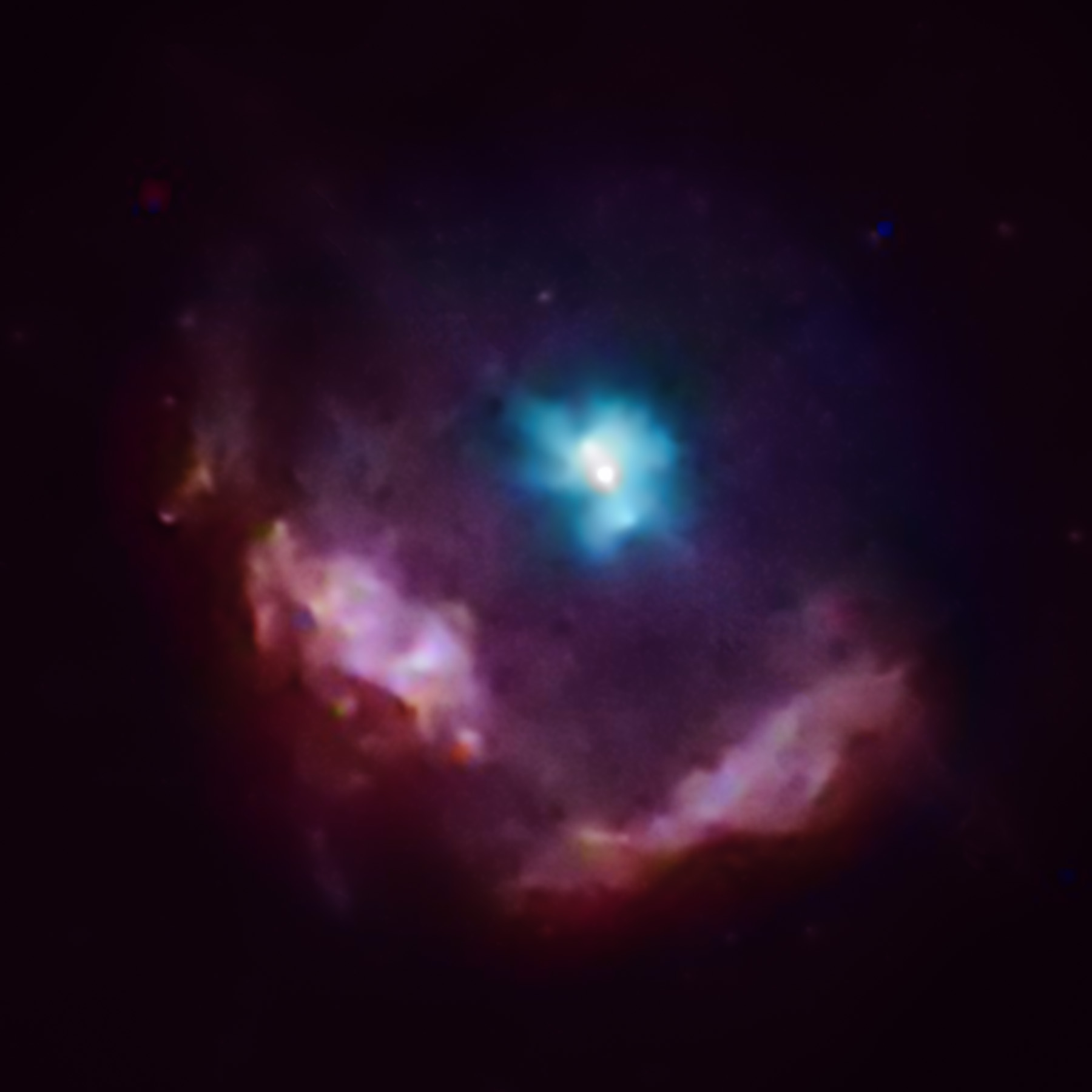
Imagen de Kesteven 75 obtenida con el observatorio de rayos X Chandra

Westerhout 43, también conocida como W43, es una región de formación estelar en esta constelación. Distante 6000 pársecs, es considerada la región de formación estelar nás activa de la Vía Láctea. Su centro contiene un cúmulo estelar denso y masivo con varias estrellas de tipo O y estrellas de Wolf-Rayet, habiendo sido comparado con NGC 3603 así como con R136.
W50 es una nebulosa y posiblemente un  resto de supernova en Aquila. Alberga en su interior el microcuásar SS 433. Es un objeto único en cuanto que la nebulosa interactúa con los «jets» del microcuásar, situado en su centro geométrico; tiene forma de concha esférica con dos estructuras alargadas denominadas «alas»-
W44, otro resto de supernova, es uno de los pocos casos demostrados de interacción entre un resto de supernova y una nube molecular.
Kesteven 75 y Kesteven 79 son otros dos restos de supernova en esta constelación. El primero de ellos alberga en su interior un púlsar que es quien proporciona energía al plerión; el estudio de la expansión de este a lo largo de 10 años ha permitido acotar la edad de este remanente a 480 ± 50 años, por lo que Kesteven 75 contiene el plerión más joven conocido en nuestra galaxia. Kesteven 79 parece ser más antiguo, con una edad estimada de 8300 años.

## Estrellas principales

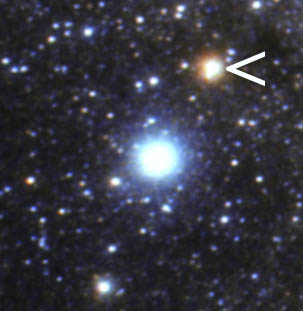
Posición de Tarazed (señalada en la imagen) en relación con Altair (en el centro)

- α Aquilae (Altair), la vigésima estrella en brillo con magnitud 0,76 es una estrella blanca de la secuencia principal situada a 16,8 años luz. Junto con Deneb (α Cygni) y Vega (α Lyrae) forma el triángulo estival o de verano.
- β Aquilae (Alshain), de magnitud 3,71, subgigante amarilla ligeramente variable.
- γ Aquilae (Tarazed o Reda), situada 2° al norte de Altair y segunda estrella más brillante de la constelación con magnitud 2,72.
- δ Aquilae, de magnitud 3,36, sistema estelar doble o triple cuya estrella visible es una subgigante blanco-amarilla.
- ε Aquilae, sistema estelar cuya componente principal es una estrella gigante naranja.
- ζ Aquilae (Okab o Deneb el Okab), con magnitud 2,99 es la tercera estrella más brillante de la constelación.
- η Aquilae, estrella variable, una de las cefeidas clásicas más brillantes, cuya magnitud cambia de 3,6 a 4,6 en un período de 7,1766 días.
- θ Aquilae, estrella binaria cercana de magnitud 3,24 cuyas componentes apenas están separadas 0,25 UA.
- ι Aquilae (Al Thalimain Posterior), estrella azul de magnitud 4,35 distante 307 años luz.
- κ Aquilae, gigante azul de magnitud 4,96.
- λ Aquilae (Al Thalimain Prior), estrella blanco-azulada de magnitud 3,42 situada a 125 años luz.
- μ Aquilae, gigante naranja de magnitud 4,45.
- ν Aquilae, distante supergigante de magnitud 4,69.
- ξ Aquilae (Libertas), gigante amarilla con un planeta extrasolar que orbita a 0,68 UA de ella.
- π Aquilae, estrella doble de sexta magnitud localizada 3° al norte de Altair.
- σ Aquilae, variable eclipsante cuyo brillo fluctúa 0,2 magnitudes en 47 horas.
- χ Aquilae, binaria cuyas componentes están separadas 0,4 segundos de arco.
- ω Aquilae es una denominación de Bayer que nombra a dos estrellas distintas: ω1 Aquilae y ω² Aquilae, de magnitudes respectivas 5,28 y 6,02.

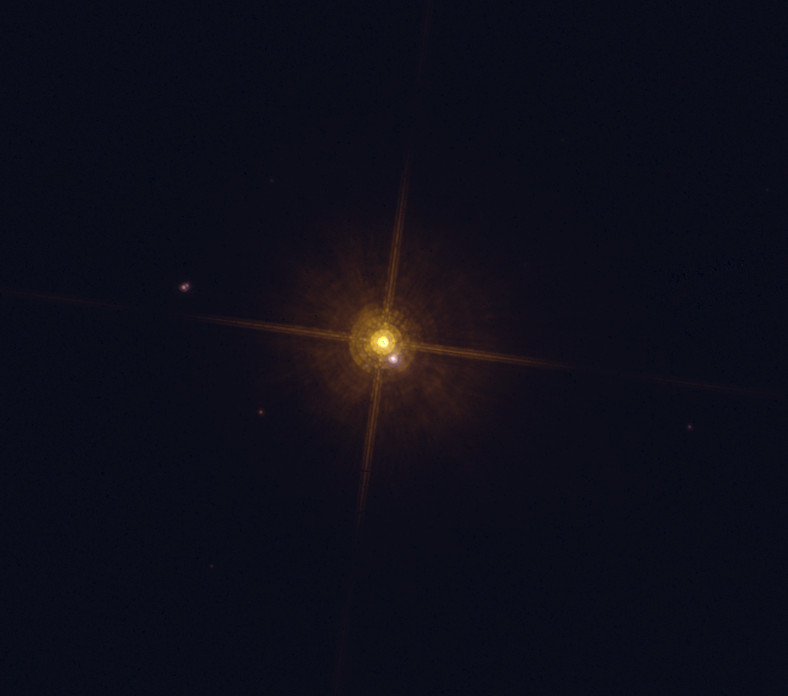
Imagen de W Aquilae con una posible compañera obtenida con el telescopio Hubble

- 10 Aquilae, estrella variable compleja, una de las estrellas Ap de rápidas oscilaciones (roAp) más brillantes.
- 12 Aquilae (i Aquilae), gigante naranja de magnitud 4,03.
- 15 Aquilae, estrella doble; sus componentes de magnitud 5,40 y 7 se pueden resolver con un pequeño telescopio.
- 19 Aquilae, gigante o subgigante blanco-amarilla de magnitud 5,23.
- 31 Aquilae (b Aquilae), subgigante amarilla de magnitud 5,16 con una elevada metalicidad.
- 35 Aquilae, estrella Lambda Bootis que se halla rodeada por un disco circunestelar de polvo.
- 51 Aquilae, estrella blanco-amarilla de magnitud 5,39.
- 70 Aquilae, gigante luminosa anaranjada de magnitud 4,90.
- R Aquilae, variable Mira cuyo brillo oscila entre magnitud 5,5 y 12 a lo largo de un ciclo de 284 días.
- U Aquilae, cefeida cuyo brillo oscila entre magnitud 6,08 y 6,86 a lo largo de un período de 7,0239 días.
- V Aquilae, estrella de carbono y variable semirregular cuyo brillo varía entre magnitud 6,6 y 8,4.
- W Aquilae, variable Mira cuyo brillo fluctúa entre magnitud 7,3 y 14,3 en un período de 490,43 días.

Animación de imágenes obtenidas con el telescopio Hale a lo largo de nueve años que muestran el movimiento propio de las dos componentes de Wolf 1055.

- FF Aquilae, variable cefeida cuyo brillo varía entre magnitud 5,18 y 5,68 en un período de 4,4709 días.
- OO Aquilae, binaria eclipsante de magnitud máxima 9,20.
- V605 Aquilae (Nova Aquilae 1919), estrella central de una tenue nebulosa planetaria.
- V805 Aquilae, binaria eclipsante de magnitud máxima 7,58.
- V1285 Aquilae (Gliese 735), binaria espectroscópica compuesta por dos enanas rojas.
- V1291 Aquilae, variable Alfa2 Canum Venaticorum de magnitud media 5,63.
- V1302 Aquilae, estrella hipergigante amarilla rodeada de varias capas de material expulsado.
- V1402 Aquilae, estrella hipergigante y también estrella Be.
- V1427 Aquilae, otra posible estrella hipergigante amarilla, aunque también puede ser una protonebulosa planetaria.
- V1654 Aquilae (Gliese 775), enana naranja cercana y variable BY Draconis.
- HD 186104, análogo solar de magnitud +7,64.
- Wolf 1055 (Gliese 752), estrella binaria a 19 años luz compuesta por dos enanas rojas, una de ellas, conocida como Estrella de Van Biesbroeck, es una de las más tenues que se conocen.

## Objetos de cielo profundo

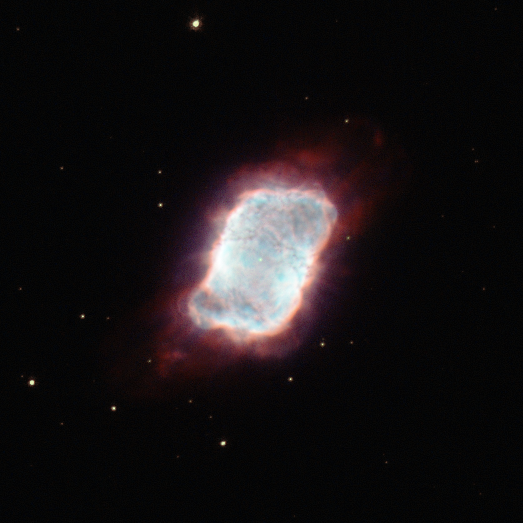
Imagen de NGC 6741 obtenida con el telescopio Hubble

- NGC 6709. AR: 18h 51m 30.0s Dec: +10°21'00" (Época 2000). Cúmulo abierto de unas cuarenta estrellas. Localizado a 5° de ζ Aquilae.
- NGC 6741 o Nebulosa de la Mancha Fantasma, nebulosa planetaria distante unos 7000 años luz.
- NGC 6751, nebulosa planetaria cuya estrella central tiene una temperatura efectiva de 140 000 K.
- NGC 6781. AR: 19h 18m 24.0s Dec: +06°33'00" (Época 2000). Nebulosa planetaria 8° al suroeste de Altair (α Aquilae).
- NGC 6790, nebulosa planetaria que visualmente presenta un aspecto uniforme.
- NGC 6803. AR: 19h 31m 18.0s Dec: +10°03'00" (Época 2000). Nebulosa planetaria, se observa como un débil disco.
- NGC 6804. AR: 19h 31m 36.0s Dec: +09°13'00" (Época 2000) Nebulosa planetaria cercana a la anterior.
- B143, nebulosa oscura visible con telescopios grandes y medianos.
- W43, considerada por algunos autores como la mayor región de formación estelar de la Vía Láctea.
- W49, una de las mayores regiones de formación estelar de nuestra galaxia, invisible en el óptico; W49B es una nebulosa probablemente originada por una supernova que explosionó hace más de 2900 años.
- W44, W50, 3C 391, 3C 397, Kesteven 75, Kesteven 78 y Kesteven 79, restos de supernova. W50, distante 5500 pársecs, alberga el microcuásar SS 433, y Kesteven 75 contiene el plerión más joven de nuestra galaxia.

## Mitología

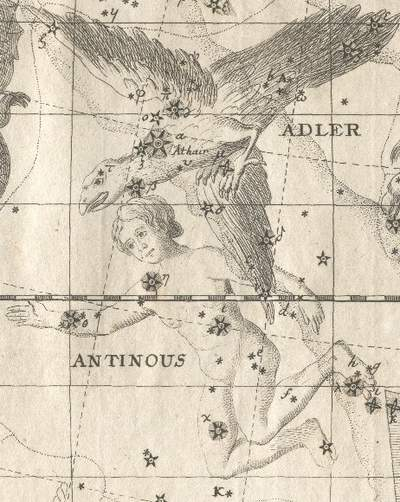
Las constelaciones de Aquila y Antínoo, esta última no reconocida en la actualidad.

En la mitología griega el catasterismo del Águila tiene hasta seis variantes. La primera versión nos dice que se trata del águila que raptó a Ganimedes para Zeus, quien la recompensó colocándola entre las estrellas. La consideró merecedora de tal honor, además, porque el águila es el rey de las aves y la única que puede volar directamente hacia el sol. Según un relato tardío, esta águila era originalmente un hermoso efebo llamado Aetos, que fue compañero de Zeus durante sus primeros años en Creta y posteriormente fue transformada en águila (aetos) por los celos de Hera. La segunda versión, que tiene su origen en Naxos, dice que el infante Zeus fue trasladado en secreto de Creta a Naxos y criado en la isla. Cuando alcanzó la mayoría de edad y quiso iniciar su guerra contra los Titanes, ofreció un sacrificio y apareció un águila. Zeus reconoció este hecho como un presagio favorable y colocó el águila entre las estrellas. La tercera versión nos dice que se trataba de un águila que llevó néctar al infante Zeus, quien posteriormente la recompensó colocándola en el cielo. La cuarta versión nos dice que Hermes se enamoró una vez de Afrodita, pero ella le rechazó y él se desanimó. Zeus se apiadó de él y dispuso que un águila robara la zapatilla de Afrodita mientras se bañaba en el río Aqueloo y se la llevara a Hermes a Egipto. Cuando la diosa acudió a recuperarla, Hermes cumplió su deseo y mostró su gratitud al águila colocándola en el cielo. La quinta versión dice que Zeus, persiguiendo amorosamente a Némesis, adoptó la forma de un ave, así él la perseguía como un Águila y ella escapaba como un Cisne. La sexta y última versión dice que se trata de Mérope, rey de Cos, que fue metamorfoseado por Hera por lástima. La esposa de Mérope, Etemea, había sido asateteada por Artemisa porque había dejado de adorarla. Mérope se suicidó preso de la pena pero Hera lo inmortalizó entre las estrellas.
En el hinduismo, la constelación de Aquila se identifica con la deidad, mitad águila y mitad humana, de Garudá.